# Qualificazioni alla Coppa araba FIFA 2021
Sono elencate di seguito le date e i risultati per le qualificazioni alla Coppa araba FIFA 2021.

## Formula
23 membri UAFA: 16 posti disponibili per la fase finale. Il Qatar (come paese ospitante), la Tunisia, l'Algeria, il Marocco, l'Egitto, l'Arabia Saudita, l'Iraq, gli Emirati Arabi Uniti e la Siria, sono qualificate automaticamente alla fase finale in virtù della migliore posizione nel ranking FIFA. Le rimanenti 14 squadre si sono affrontate, per i restanti 7 posti disponibili alla fase finale, tramite uno scontro diretto sempre in base al ranking, secondo la regola del meglio classificato contro il peggiore, e così via: Questi incontri si sono disputati in partita unica a Doha, in Qatar, alcuni mesi prima della fase finale che si sarebbe disputata nello stesso paese.

## Spareggi

### Tabella riassuntiva
| Squadra 1  | Risultato | Squadra 2     |
| ---------- | --------- | ------------- |
| Libia      | 0 - 1     | Sudan         |
| Oman       | 2 - 1     | Somalia       |
| Giordania  | 3 - 0     | Sudan del Sud |
| Mauritania | 2 - 0     | Yemen         |
| Libano     | 1 - 0     | Gibuti        |
| Palestina  | 5 - 1     | Comore        |
| Bahrein    | 2 - 0     | Kuwait        |

### Partite
| Arbitro: | Al-Adba |

|  |           |                        |
|  | Marcatori | 15’ (rig.) Abdelrahman |

| Arbitro: | Bastien |

|                                              |           |           |
| Al-Ghassani 12’ (rig.) Al-Yahyaei 36’ (rig.) | Marcatori | 54’ Gigli |

| Doha 21 giugno 2021, ore 20:00 UTC+3 | Giordania | 3 – 0 | Sudan del Sud | Stadio internazionale Khalifa\| Arbitro: \| Doveri \| |
| Arbitro:                             | Doveri    |       |               |                                                       |

| Arbitro: | Mariani |

|                       |           |  |
| Diakité 18’ Tanjy 85’ | Marcatori |  |

| Arbitro: | Bastien |

|              |           |  |
| El-Helwe 46’ | Marcatori |  |

| Arbitro: | Doveri |

|                                                  |           |           |
| Kharoub 35’ Dabbagh 42’ Seyam 56’ 72’ Batran 81’ | Marcatori | 5’ Moussa |

| Arbitro: | Ghorbal |

|                     |           |  |
| Haram 74’ Isa 90+4’ | Marcatori |  |